# Zenet
Antonio Mellado Escalona (Málaga, 2 de octubre de 1967), más conocido como Tony Zenet, Toni Zenet o simplemente Zenet, es un cantante, actor y artista plástico español. Ha sido reconocido en diversas ocasiones con el Premio de la Música y el Premio MIN de la Música Independiente, entre otros galardones.

## Trayectoria
Creció en el barrio de Pedregalejo de Málaga, en una familia donde se escuchaban estilos musicales variados como flamenco, Silvio Rodríguez, Atahualpa Yupanqui, Chavela Vargas, los Beatles o los Rolling Stones. Él por su parte, también se interesó por el blues de Janis Joplin, John Lee Hooker y otros.
Realizó estudios de artes y oficios, imprenta o banca antes de que sus padres consintieran que se matriculara en el Conservatorio de Málaga. Después estudió en la Escuela Superior de Arte Dramático de Málaga. Para completar su formación, posteriormente asistió a clases magistrales con Anne Foreman, Caroline Carlson, Albert Vidal o Toni Escartín. Cuando acabó sus estudios, montó el grupo de mimo, Delirious, con el que actuó en teatros y cafés. En Mallorca, trabajó en casinos y hoteles. Siendo todavía menor de edad, firmó su primer contrato para trabajar en el ballet de Valerio Lazarov.
Su primera banda musical fue SUR S.A., con la que lanzó dos discos de funky flamenco A golpe de pellejo y Malaracha que no funcionaron bien. Con diecinueve años, llegó a Madrid y fue desarrollando su carrera artística de actor y de cantante, mientras compatibilizaba con trabajos como profesor de teatro, regidor, ayudante de dirección, animador, entrenador de actores, sonidista en publicidad, haciendo publicidad con deportistas como Ronaldo, montador de exposiciones, ayudante en documentales de naturaleza, animador en barcos, vendedor de artesanía medieval, de enciclopedias, de filtros de agua y de teléfonos, camarero, peón de albañil o pintor.

### Actor
Dio vida a Pablo Picasso en la serie de televisión dirigida por Juan Antonio Bardem, El joven Picasso, coproducida por las cadenas autonómicas, que se estrenó en 1994. La ficció ganó la medalla de oro del Festival de Nueva York, en el apartado de miniseries a la mejor serie extranjera. Este trabajo le abrió las puertas a otros papeles de reparto en películas como Morirás en Chafarinas (1995) de Pedro Olea, La Ley de la Frontera (1995) de Adolfo Aristarain, Ilona llega con la lluvia (1996), de Sergio Cabrera, Resultado Final (1997) de Juan Antonio Bardem, Mensaka (1998) de Salvador García Ruiz, X(Incognita) (2002) de Luis Marías, Camarón (2005) de Jaime Chávarri, El camino de los ingleses (2006) de Antonio Banderas, que además le pidió que diera la réplica a los aspirantes durante las pruebas de selección de los jóvenes actores, La bolita: el cortometraje (2008) de Arturo Artal y Juan Carrascal, por la que obtuvo el Premio a la Mejor Interpretación en el Notodofilmfest, El idioma imposible (2010) de Rodrigo Rodero, Las tacitas (2011) de Rafael Ruiz Ávila, basado en un relato de Mario Benedetti o La mula (2013) de Michael Radford basada en la novela homónima de Juan Eslava Galán. Trabajó asimismo en series de televisión como Al filo de la ley, Padre coraje, El comisario, Truhanes, Blasco Ibáñez, El Super, Hospital Central o Hache. Veinticinco años más tarde volvió a interpretar a Picasso, en 2020, esta ocasión en uno de los episodios de la serie de TVE El Ministerio del Tiempo.Trabajó en Toy Boy y en Zorro y volvería a dar vida al gran pintor malagueño en la serie diaria de La 1, La moderna, el 25 de octubre de 2024.  

### Músico
En cuanto a su carrera musical, en Madrid y a raíz de las jam sessions del bar Plaza perfiló el proyecto del crooner andaluz que mezcla y fusiona estilos y surgió Zenet, que culminó en 2008 con la grabación autofinanciada de su primer disco, Los mares de China, para el que contó con el letrista y poeta Javier Laguna, el productor artístico de Warner Chappell, Juan Ibáñez, la percusión de Javier Viana, la guitarra de José Taboada y el piano de Joshua Edelman, dueño del estudio de la Latina donde se realizó la grabación. Por este disco, que mezcla copla, son cubano, tango y jazz, recibió el premio al mejor artista revelación del año.
Todas las calles, vio la luz en 2010, con estilos como el swing, la habanera o la milonga. Obtuvo el Premio de la Música al Mejor Álbum de Fusión 2011.
2012 fue el año de La menor explicación, que presenta, al igual que los anteriores un mestizaje, en este caso, de jazz, copla, bolero, bossa nova, tango. Fue considerado por la crítica el cierre de la trilogía iniciada con Los mares de China. Según las palabras del cantante es una crónica sentimental. El disco fue nominado a mejor disco de jazz 2013.
En 2016 lanzó Si sucede conviene, que se financió mediante micromecenazgo y consiguió el Premio MIN de la Música Independiente al Mejor Álbum de Jazz 2017.
En 2018 publicó Soñar contigo. Una colección de sus grandes canciones. 2008 - 2018, un recopilatorio con una selección de diecinueve de sus canciones. Durante su carrera, ha sacado otras recopilaciones a las que también ha titulado Soñar contigo.
Sacó su siguiente disco, La guapería, en 2019. Es un homenaje a la música cubana en el que recrea diez boleros cubanos clásicos de autores como Bola de Nieve, Olga Gillot, Celeste Mendoza, Marta Valdés o Rolando Laserie seleccionados entre más de 1500 canciones. En esta ocasión, contó con la participación de Pepe Rivero al piano, Yelsy Heredia al contrabajo, Moisés Porro a la batería y percusión, Manuel Machado a la trompeta, Blanca García Nieto al chelo, Dayan Abad y José Taboada a las guitarras, Ove Larsson al trombón o Sergio Bienzobas al piano. El poeta cubano Alexis Díaz Pimienta abre y cierra el disco con unas décimas espinelas. La actriz Ingrid Rubio protagonizó el videoclip del sencillo Borrasca. El trabajo incluye un tema original, Demasiado, escrito y compuesto por Zenet junto con Gradelio Pérez y José Taboada Este trabajo recibió el Premio Internacional de los premios de música latina Cubadisco 2019.
Zenetianos, que salió al mercado en 2021, es un disco de duetos en el que grabó sus temas emblemáticos con compañeros como El Kanka, Depedro, Rozalén, Silvia Pérez Cruz, Javier Ruibal, Vanesa Martín, Coque Malla, Miguel Poveda, Xoel López, Julia de Castro & Víctor Herrero, Virginia Maestro, Pasión Vega, Marilia Monzón y Marwán. En el trabajo se registran tanto la imagen como el sonido con la guitarra de José Taboada y algún otro instrumento como el violín de Raúl Márquez o la trompeta de Manuel Machado. Para cada dueto se ofrece una canción en formato acústico, el video de la grabación de la canción y una entrevista personal de Zenet a cada persona invitada.
En la Navidad de 2021, grabó una versión del villancico Jingle Bells realizada en colaboración con Spin Gospel y la AP Big Band.
2023 fue el año de La estación del momento, un disco que incorpora, por primera vez, música electrónica. Está producido con el músico cubano de Hip Hop Kumar Sublevao Beat y las canciones están hechas en colaboración con los poetas Juanlu Mora, Alexis Díaz Pimienta, Magdalena Lasala, Antonio Romera "Chipi", Tito Muñoz, Jonathan Pocoví, Nica Sobri, Steward Mundini y Manuel Francisco Reina.
Sus canciones han sido seleccionadas para campañas publicitarias, series o películas como la promoción de la serie televisiva estadounidense Anatomía de Grey que utilizó, en 2009, el tema Soñar contigo. Ese mismo año, el largometraje Una palabra tuya de Ángeles González Sinde, incluyó la canción Entre tu balcón y mi ventana, que fue nominada en la XXIII edición de los Premios Goya a Mejor canción original. La canción Soñar contigo fue en 2013 la banda sonora elegida por la firma Loewe para el spot publicitario del perfume Aura, protagonizado por Linda Evangelista. En la décima gala del programa concurso de Televisión Española Operación Triunfo 2017, la concursante Amaia Romero obtuvo un gran éxito cantando Soñar contigo, en la que se considera una de sus mejores interpretaciones en el programa. En 2014, grabó el bolero Toda una vida, para la estrategia publicitaria de la marca Roca. La canción Me gustas fue la seleccionada en 2022 para el anuncio publicitario del banco ING en la campaña Quédate con quien te quiera libre.
Ha realizado distintas colaboraciones con otros artistas como El Kanka en el tema Volar del álbum El día de la suerte de Juan Gómez. Con Clara Montes grabó la canción Yo te diré, del álbum Sinfónica Clara. Grabó Tú sí yo no del disco El alma del Son del intérprete cubano Alain Pérez. Junto a Enrique Heredia El Negri, grabó Mi adorado amor, para el álbum Mano a mano: A Manzanero. Con  Dry Martina, colaboró en el tema Si tu te vas, del álbum Ahora. Participó con Laura Granados en la canción Ni regalao del disco 8 voces y un destino. También aportó su estilo a La bien pagá que Ole Swing incluyó en el álbum Swing Ibérico.
Se ha contado con Zenet en algunos homenajes a artistas como el que, en 2012, dedicó Javier Ojeda a Marisol en el Teatro Cervantes de Málaga, así como en el dedicado a la desaparecida cantante, Cecilia organizado por Santi Alcanda en 2017, bajo el nombre Mi querida Cecilia. También ha participado en programas televisivos. En 2017, Javier Limón lo invitó al programa Un lugar llamado mundo junto a Pink Martini y Leonor Watling. En 2020, participó en el programa de TVE presentado por Ariel Rot Un país para escucharlo en donde cantó junto a otros artistas malagueños.
En el aspecto personal, Zenet superó adicciones a distintas sustancias, reorientó su forma de vida y se hizo terapeuta. Es también artista plástico y ha realizado varias exposiciones y colaboraciones con sus obras para colectivos sociales. Es también docente de interpretación, pantomima, expresión corporal, oratoria y técnicas de discurso.

## Discografía
- Los mares de China (2008)
- Todas las calles (2010)
- La menor explicación (2012)
- Si sucede, conviene (2016)
- Soñar contigo (grandes éxitos) (2018)
- La guapería (2019)
- Contigo directo, vol. 1 (En directo) (2020)
- Contigo directo, vol. 2 (En directo) (2020)
- Zenetianos (2021)
- La estación del momento (2023) [19]

## Filmografía

### Televisión
- El joven Picasso (1993) Canal Sur. 4 capítulos. [15]
- Truhanes (1993) Telecinco. 1 episodio
- Hospital (1996) Antena 3. 5 episodios
- Blasco Ibáñez (1997) TVE. 1 episodio
- Vida y sainete (1998) TVE 2.
- La vida en el aire (1998) TVE 2. 4 episodios
- La casa de los líos (1998) Antena 3. 1 episodio
- Dirlandaa (2000) Finlandia. 3 episodios
- Padre coraje (2002) Antena 3. 3 episodios
- Diez en Ibiza (2004) TVE. 1 episodio
- Lobos (2005)  Antena 3. 1 episodio
- Al filo de la ley (2005) TVE. 1 episodio
- Con dos tacones (2006) TVE. 2 episodios
- Hospital Central (2007) Telecinco. 2 episodios
- El comisario (2007) Telecinco. 3 episodios
- De repente, los Gómez (2009) Telecinco. 1 episodio
- Hache (2019) Netflix. 7 episodios. [10]
- El Ministerio del Tiempo (2020) TVE. 1 episodio. [17]
- Toy Boy (2021) Antena 3.  4 episodios
- Zorro (2024) TVE. 10 episodios. [19]
- La promesa (2024) TVE. 1 episodio. [20]

### Cine
- Morirás en Chafarinas (1995)
- La ley de la frontera (1995)
- Ilona llega con la lluvia (1996)
- Pintadas (1997)
- Resultado final (1997)
- Mensaka (1998)
- Animas (2000) Cortometraje.
- Camarón (2005)
- El camino de los ingleses (2006) [9]
- La bolita (2008) Cortometraje.
- Gato por Goya (2009) Cortometraje
- El idioma imposible (2010)
- Las tacitas (2011) Cortometraje.
- La mula (2013) [9]

## Reconocimientos
- 2008 - IV edición del festival Notodofilmfest, premio a mejor actor por el cortometraje La bolita.[64]
- 2009 - XXIII edición de los Premios Goya, nominada a Mejor canción original Entre tu balcón y mi ventana de la banda sonora de la película Una palabra tuya de Ángeles González-Sinde.[65]
- 2010 - Premios de la Música de la Academia de las Artes y las Ciencias Musicales, premio al mejor Artista revelación por Los mares de China.[3]
- 2010 - Premio Gente Con Punto Malagueño con Punto, de los Premios Punto Radio.[66]
- 2011 - XV Edición de los Premios de la Música de la Academia de las Artes y las Ciencias Musicales, premio al Mejor Álbum de Fusión por Todas las Calles.[4][67]
- 2011 - En febrero, recibió el galardón que concede la Junta de Andalucía con motivo del Día de Andalucía a las personalidades y entidades malagueñas destacadas por su talento, solidaridad, profesionalidad, dedicación y espíritu de servicio a la sociedad.[68]
- 2013 - Nominado a mejor disco de jazz del año, La menor explicación.[10]
- 2017 - Premio MIN de la Música Independiente a Mejor Álbum de Jazz por Si sucede conviene.[5]
- 2019 - Premio Internacional de los premios de música latina Cubadisco por el álbum La Guapería.[69]
- 2020 - Premio MIN de la Música Independiente a Mejor Álbum de Jazz por La Guapería.[6]